# Девушка-король
«Девушка-король» (англ. The Girl King) — исторический фильм в жанре биографической драмы 2015 года, снятый финским режиссёром Микой Каурисмяки. В основе сюжета лежит жизнь шведской королевы Кристины (в исполнении Малин Буски) и её отношения со своей фрейлиной Эббой Спарре (Сара Гадон). Мировая премьера фильма состоялась 4 сентября 2015 года на Монреальском кинофестивале.

## Сюжет
События фильма разворачиваются в XVII веке, когда Европа охвачена религиозными распрями католиков и протестантов и Тридцатилетней войной. Король-протестант Швеции Густав II Адольф погибает на поле боя, и наследницей престола становится его дочь Кристина, которую опекает канцлер Аксель Оксеншерна.  В 1644 году Кристина занимает трон. Сын Акселя Юхан отчаянно хочет жениться на ней, но сама Кристина влюблена в собственную фрейлину Эббу Спарре. Стремление Кристины к достижению мира в войне, а также её любовь к работам известного католика Рене Декарта ставят под угрозу поддержку консервативной аристократией королевского двора.

## В ролях
| Актёр            | Роль                                    |
| ---------------- | --------------------------------------- |
| Малин Буска      | Кристина                                |
| Сара Гадон       | Эбба Спарре                             |
| Микаэль Нюквист  | канцлер Аксель Оксеншерна               |
| Лукас Брайант    | граф Юхан Оксеншерна                    |
| Лаура Бирн       | графиня Эрика Эрикссен                  |
| Франсуа Арно     | Карл Густав Казимир                     |
| Патрик Бошо      | Рене Декарт                             |
| Ипполит Жирардо  | французский дипломат Пьер Шаню          |
| Мартина Гедек    | королева Мария Элеонора Бранденбургская |
| Самули Эдельманн | король Густав II Адольф                 |
| Янис Нивёнер     | граф Якоб Делагарди                     |
| Микко Леппилампи | граф Магнус Делагарди                   |
| Вилле Виртанен   | доктор Ван Вуллен                       |
| Сампо Саркола    | студент теологии                        |

## Критика
Фильм был высоко оценён в ЛГБТ-сообществе за изображение Кристины и Эббы как лесбиянок. Некоторыми критиками негативно отзывались об образе Кристины как гедонистического монарха, которая пользуется Эббой, как это видно по сцене, где она соблазняет Эббу на обложке гигантской книги Codex Gigas. Актёрская игра Сары Гадон была воспринята очень положительно, но при этом её персонаж критиковался за чрезмерную сдержанность и скованность.
Рецензент The Hollywood Reporter Стивен Далтон раскритиковал фильм за то, что в нём «преобладает слащавая мелодрама над эмоциональной, психологической и политической глубиной». В свою очередь, Дэвид Олдридж из Radio Times охарактеризовал фильм как «превосходную и невероятно зрелищную костюмированную драму».